# Die Überlebenden auf Rana-Vier
Die Überlebenden auf Rana-Vier (Originaltitel: The Survivors) ist die dritte Folge der dritten Staffel der US-amerikanischen Science-Fiction-Fernsehserie Raumschiff Enterprise – Das nächste Jahrhundert. Sie wurde in den Vereinigten Staaten über Syndication vermarktet und erstmals am 9. Oktober 1989 auf verschiedenen Fernsehsendern ausgestrahlt. In Deutschland war sie zum ersten Mal am 17. Juli 1992 in einer synchronisierten Fassung im ZDF zu sehen.

## Handlung
Im Jahr 2366 bei Sternzeit 43152.4 empfängt die Enterprise einen Notruf von der Föderations-Kolonie Rana IV. Als sie dort eintrifft, ist die gesamte Planetenoberfläche verwüstet. Nur ein winziges Stück Land mit einem einzelnen Haus scheint völlig unversehrt. Bei den Bewohnern handelt es sich um Kevin und Rishon Uxbridge, ein älteres Ehepaar, das von der Erde hierher gezogen ist. Ein Außenteam beamt auf den Planeten, um nach den beiden zu sehen. Während Kevin recht abweisend reagiert, empfängt Rishon die Gäste freundlich und führt sie durchs Haus. Der erste Offizier Riker meint, es müsse einen Grund geben, weshalb ausgerechnet dieses Haus verschont worden sei, doch die Uxbridges können es sich selbst nicht erklären. Der zweite Offizier Data zeigt Interesse an einer Spieluhr, die Rishon gehört. Als er sie abspielt, nimmt die noch auf der Enterprise befindliche empathisch veranlagte Schiffsberaterin Deanna Troi auf einmal die Melodie wahr und bekommt sie von da an nicht mehr aus ihrem Kopf. Riker bietet den Uxbridges an, sie mit auf die Enterprise zu nehmen, doch die wollen ihr Zuhause nicht verlassen.
Als das Außenteam zurückkehrt, taucht plötzlich ein unbekanntes Raumschiff auf. Es ergreift die Flucht und Captain Picard lässt es verfolgen. Das Schiff ist allerdings zu schnell, um es einzuholen und so kehrt die Enterprise nach Rana IV zurück. Picard beschließt, die Uxbridges persönlich zu besuchen. Er überlässt ihnen einen Nahrungsreplikator, erhält von ihnen aber auch nicht mehr Antworten als beim ersten Besuch. Währenddessen verschlechtert sich Trois Zustand. Die Musik treibt sie langsam in den Wahnsinn und Schiffsärztin Beverly Crusher muss sie schließlich in ein künstliches Koma versetzen.
Unvermittelt taucht das fremde Schiff erneut auf und eröffnet dieses Mal das Feuer auf die Enterprise. Diese hat dem Schiff nichts entgegenzusetzen und muss sich vorläufig zurückziehen. Picard vermutet, dass das fremde Schiff die Uxbridges irgendwie beschützt. Auch Trois Zustand könnte auf einen Schutzmechanismus zurückgehen, der verhindern soll, dass sie in die Gedanken der beiden vordringt. Nach einer Weile kehrt die Enterprise nach Rana IV zurück und Picard stattet den Uxbridges einen weiteren, unangekündigten Besuch ab. Die beiden machen einen erstaunten Eindruck und Kevin fordert Picard auf, sein Haus zu verlassen. Picard verspricht, nie mehr zurückzukehren, doch die Enterprise werde weiter im Orbit bleiben, um dem Rätsel um ihr Überleben weiter auf den Grund zu gehen.
Als Picard wieder auf der Enterprise ist, taucht das fremde Schiff ein drittes Mal auf. Es zielt mit seinen Waffen auf das Haus der Uxbridges und zerstört es. Picard hatte so etwas bereits erwartet. Der Enterprise gelingt es, das feindliche Schiff mit einem einzelnen Photonentorpedo zu zerstören. Eigentlich gäbe es jetzt nichts mehr zu erforschen, doch Picard befiehlt, dass die Enterprise weiter im Orbit bleibt. Nach drei Stunden taucht das Haus der Uxbridges plötzlich wieder auf. Picard lässt die Bewohner direkt auf die Brücke der Enterprise beamen und will nun endlich Antworten. Rishon ist völlig erstaunt und Picard glaubt, dass sie genauso wenig real sei wie das Haus und das fremde Raumschiff. Alles sei nur eine Illusion, erschaffen von Kevin, der vermutlich kein Mensch ist. Rishon verschwindet und Kevin begibt sich zunächst ohne eine Antwort in Trois Quartier. Dort erlöst er sie von der quälenden Musik und offenbart sich schließlich Picard: Er ist ein Douwd, ein unsterbliches Wesen mit unvorstellbaren Kräften. Vor vielen Jahren verliebte er sich in eine menschliche Frau und entschloss sich, in menschlicher Gestalt mit ihr auf Rana IV zu leben. Die Kolonie wurde allerdings von den Husnock angegriffen. Kevin hätte die Angreifer leicht vernichten können, was aber seiner pazifistischen Überzeugung widerstrebte. Stattdessen versuchte er, sie auszutricksen, was sie aber nur noch wütender machte. Es kam zum Kampf und alle Kolonisten einschließlich seiner Frau wurden getötet. Der Anblick seiner toten Frau löste in Kevin einen kurzen Anfall von Wahnsinn aus und er nutzte seine Kräfte, um die Husnock zu vernichten – nicht nur die Angreifer, sondern alle Husnock, die es gab. Er ist verantwortlich für den Tod von 50 Milliarden Lebewesen und das quält ihn zutiefst. Picard entscheidet, dass diese Tat jenseits der menschlichen Rechtsprechung liegt. Die Enterprise verlässt Rana IV und Kevin Uxbridge bleibt allein zurück.

## Produktion

### Drehbuch
Der Arbeitstitel dieser Folge lautete The Veiled Planet.

### Darsteller
Die beiden Gastdarsteller waren deutlich jünger als ihre Rollen. Kevin und Rishon Uxbridge sollten laut Drehbuch 85 bzw. 82 Jahre alt sein. John Anderson und Anne Haney waren bei den Dreharbeiten aber erst 66 bzw. 55 Jahre alt.
John Anderson hatte nur ein Jahr vor den Dreharbeiten zu Die Überlebenden auf Rana-Vier seine Frau verloren. Er hätte die Rolle des Kevin Uxbridge daher beinahe abgelehnt.
Anne Haney spielte auch Els Renora in Folge 1.08 (Der Fall “Dax”) von Star Trek: Deep Space Nine.

### Modelle
Für das feindliche Raumschiff wurde ein neues Modell angefertigt. Es wurde später in modifizierter Form in mehreren Folgen von Raumschiff Enterprise – Das nächste Jahrhundert, Star Trek: Deep Space Nine, Star Trek: Raumschiff Voyager und Star Trek: Enterprise für Raumschiffe verschiedener Völker wiederverwendet.

### Kostüme
Deanna Troi (Marina Sirtis) trägt in dieser Folge erstmals ihr türkisfarbenes Kleid.

## Rezeption
Keith DeCandido bewertete Die Überlebenden auf Rana-Vier 2011 auf tor.com als eine sehr gute Folge von Raumschiff Enterprise – Das nächste Jahrhundert, die leider in der öffentlichen Wahrnehmung zu wenig Beachtung findet. De Candido fand die Geschichte gut geschrieben, das zugrunde liegende Science-Fiction-Konzept spannend und die beiden Gastdarsteller hervorragend.
Patrick Cooley führte Die Überlebenden auf Rana-Vier 2017 in einer Liste der 25 besten bis dahin ausgestrahlten Star-Trek-Folgen auf Platz 24.